# Комиссаренко, Сергей Васильевич
Серге́й Васи́льевич Комисса́ренко (укр. Сергій Васильович Комісаренко; род. 9 июля 1943, Уфа) — известный украинский учёный-биохимик и дипломат. Академик-секретарь Отделения биохимии, физиологии и молекулярной биологии НАН Украины, директор Института биохимии им. А. В. Палладина НАН Украины.
Действительный член (академик) НАН Украины (1991) и НАМН Украины (1993), доктор биологических наук, профессор (1990). Имеет Ранг Чрезвычайного и Полномочного Посла Украины (1992).

## Биография
Сергей Комиссаренко родился 9 июля 1943 года в городе Уфа (Башкортостан) в семье выдающегося украинского учёного и общественного деятеля — академика АН УССР и АМН Украины Василия Павловича Комиссаренко — основателя Института эндокринологии и обмена веществ АМН Украины, который сейчас носит его имя. В 1966 году окончил Киевский медицинский институт, параллельно работав фельдшером Киевской городской станции скорой медицинской помощи (1963—1964), был студентом вечернего отделения механико-математического ф-та Киевского госуниверситета имени Т. Г. Шевченко (1964—1966). В 1966—1969 годах — аспирант Института биохимии АН УССР. В 1969—1989 годах — младший, старший, учёный секретарь, затем — заведующий лабораторией, заведующий отделом этого института.
В 1974—1975 годах стажировался в Институте Пастера в Париже. В 1975 году основал лабораторию иммунохимии, которая в 1982 году была преобразована в отдел молекулярной иммунологии, которым он руководит и ныне. В 1981 году работал в Нью-Йоркском противораковом центре им. Слоан-Кеттеринга. С 1989 по 1992 год и с 1998 года — директор Института биохимии им. А. В. Палладина АН Украины.
25 июля 1990 года Верховный Совет Украины избрал С. В. Комиссаренко Заместителем Председателя Совета Министров УССР. На этой, а также на должности заместителя Премьер-министра Украины по гуманитарным вопросам он работал по апрель 1992 года.
С 14 мая 1992 по 25 декабря 1997 года — первый Чрезвычайный и Полномочный Посол Украины в Соединённом Королевстве Великобритании и Северной Ирландии.
С 14 марта 1995 по 25 декабря 1997 года — Чрезвычайный и Полномочный Посол Украины в Ирландии по совместительству.
С 1998 года снова директор Института биохимии им. А. В. Палладина и заведующий отделом молекулярной иммунологии этого института.
С апреля 2004 года — Академик-секретарь Отделения биохимии, физиологии и молекулярной биологии, а также член Президиума Национальной академии наук Украины. В апреле 2018 года переизбран директором Института биохимии им. А. В. Палладина НАН Украины.

## Научная деятельность
С именем С. В. Комиссаренко связано создание, становление и активное развитие молекулярной иммунологии в нашей стране. По сути, в Украине он является основателем этой исключительно актуальной области, которая появилась на стыке биохимии, молекулярной биологии, иммунологии и медицины. Основные фундаментальные достижения учёного связаны с иммунохимическим исследованием антигенной структуры пептидов и белков. С. Комиссаренко вместе с учениками первым в бывшем Советском Союзе начал изучение иммунохимической структуры этих соединений, в частности, с использованием методов иммуноэнзимологии и проточной цитофлуориметрии, ввёл в исследования гибридомную технику получения моноклональных антител.
Как правило, все фундаментальные исследования С. Комиссаренко имеют научно-практическое значение. Так, в 1979 году за иммунохимическое исследование белков молока учёному присуждена Государственная премия УССР. Позже под его руководством проводилось уникальное исследование состояния иммунитета у людей, которые работали на Чернобыльской АЭС после аварии. При помощи современнейших, на тот момент, методов впервые было доказано, что низкие дозы радиации угнетают систему естественного иммунитета, который отвечает за противоопухолевую и противовирусную защиту организма человека. Именно Сергей Васильевич ввёл термин «Чернобыльский СПИД».
Под руководством Сергея Комиссаренко изучено влияние фосфорорганических комплексов — бисфосфонатов и выявлена противоопухолевая и иммуномодулирующая активность такого соединения как метилен-бисфосфоновая кислота. На основе последней разработан противоопухолевый лекарственный препарат «Мебифон», который успешно прошел клинические испытания и выпускается фармацевтической фирмой «ФАРМАК» (Украина). На основе бисфосфонатов и витамина D предложен новый препарат «Мебивид» для лечения заболеваний костной системы, в первую очередь, остеопороза. Под его руководством в последнее время разработаны методы иммунодиагностики нарушений системы гемостаза, а также материалы с существенными кровоостанавливающими и антитромботическими свойствами. Методами генной инженерии создана библиотека рекомбинантных одноцепочечных антител человека (около 10 млрд специфичностей) и мыши, которая стала основой коллекции моноклональных и рекомбинантных антител, относящихся к Национальному достоянию Украины.

## Общественно-политическая деятельность
Академик Комиссаренко ведёт большую общественно-политическую работу как президент Украинского Института мира и демократии (2000), президент Украинского биохимического общества (1999), первый заместитель председателя Украинского Совета Мира (1999), президент благотворительной организации инвалидов «Специальная Олимпиада Украины» (2002), Почетный член и член Совета директоров Британо-украинской торговой палаты (1998), председатель Комиссии по биобезопасности и биологической защите при СНБО Украины (назначен Указами Президента Украины в 2007, 2009, 2017 гг.). С 2005 г. — член делегации Украины для участия в заседании экспертов государств — участников Конвенции о запрещении разработки, производства и накопления запасов бактериологического (биологического) и токсинного оружия и об их уничтожении. Президент Украинской ассоциации по безопасности (2013). Член Наблюдательного совета наибольшего в мире центра геномики — Пекинского института геномики (2017). Кандидат в Президенты Украины на выборах 2004 года.
Он является представителем Украины в Совете Международного союза биохимиков и молекулярных биологов (IUBMB), Федерации европейских биохимических обществ (FEBS), международного общества иммунофармакологов (США), главным редактором «The Ukrainian Biochemical Journal» (Украина) и журнала «Biotechnologia Acta» (Украина), членом редколлегии международного журнала по иммунофармакологии (Италия) и международного журнала «Европа» (Польша).
Выдвинут на пост президента НАНУ в марте 2020 года.

## Научные публикации
Монографии
- «Радиация и иммунитет человека», Киев, 1994;
- «Структура и биологическая активность бактериальных биополимеров», Киев, 2003;
- «Молекулярные механизмы образования и разрушения фибрина», Киев, 2013;
- ."Biochemistry and Biotechnology for Modern Medicine", Kyiv, 2013;
- «Наноразмерные системы и наноматериалы», Киев, 2014;
- «Біобезпека під час біологічних досліджень», Київ, 2019;
- «Застосування імуноензимних методів для лабораторної діагностики загрози внутрішньосудинного тромбоутворення», Київ, 2019.
- Учебное пособие: Нельсон Д., Кокс М. «Основи біохімії за Ленінджером», научный редактор перевода С. В. Комиссаренко. Львів, 2015.
- Комісаренко С. Світова коронавірусна криза. Київ: ЛАТ&Л, 2020. 120 с.

Избранные статьи
- Lugovskoi E.V., et al., Komisarenko S.V. A neoantigenic determinant in coiled coil region of human fibrin β-chain. Thrombosis Research, 2009, 123, p.765-770.
- Lugovskoy EV, et al., Komisarenko SV. Calix[4]arene methylenebisphosphonic acids as inhibitors of fibrin polymerization. FEBS Journal, 2011, 278, № 8 p. 1244-51.
- Gergalova G., et al., Komisarenko S., Skok M. Mitochondria Express α7 Nicotinic Acetylcholine Receptors to Regulate Ca2+ Accumulation and Cytochrome c Release: Study on Isolated Mitochondria // PLoS ONE. — 2012. — Vol. 7, Issue 2. — e31361. — (8 p.). 327.
- Kalashnyk O., et al., Komisarenko S., Skok M. Expression, function and cooperating partners of protease-activated receptor type 3 in vascular endothelial cells and B lymphocytes studied with specific monoclonal antibody // Molecular Immunology. — 2013. — Vol. 54, N 3-4. — P. 319—326.
- Gergalova G., Lykhmus O., Komisarenko S., Skok M. α7 Nicotinic acetylcholine receptors control cytochrome c release from isolated mitochondria through kinase-mediated pathways // Int J Biochem Cell Biol. — 2014 — V. 49. — P. 26-31.
- Chernyshenko V., et al., Komisarenko S. Fibrin(ogen)olytic and platelet modulating activity of a novel protease from the Echis multisquamatis snake venom // Biochimie. — 2014. — Vol. 105. P. 76-83.
- Chernyshenko V.O., et al., Komisarenko S.V. Calix[4]arene C-145 Effects on Plasma Haemostasis. // Pharm Anal Acta. — 2015.- Vol. 6, N8, — p.406-410. doi:10.4172/21532435.1000406.
- Lykhmus O, Koval L, Pastuhova D, Zouridakis M, Tzartos S, Komisarenko S, Skok M. The role of carbohydrate component of recombinant α7 nicotinic acetylcholine receptor extracellular domain in its immunogenicity and functional effects of resulting antibodies. Immunobiology. 2016 Dec; 221(12):1355-1361, doi: 10.1016/j.imbio.2016.07.012.
- Lykhmus O., et al., Komisarenko S., Skok M. Mesenchymal stem cells or interleukin-6 improve episodic memory of mice lacking α7 nicotinic acetylcholine receptors // Neuroscience. — 2019. N 413. — P. 31-44.

Сергей Васильевич Комиссаренко — автор свыше 500 научных статей, 60 национальных и международных патентов и изобретений, а также многочисленных статей о культуре и политике.

## Награды
- Орден Свободы (23 августа 2018)[9]
- Орден князя Ярослава Мудрого III степени (2021)[10]
- Орден князя Ярослава Мудрого V степени (30 ноября 2005)[11]
- Орден «За заслуги» I степени (2013)[12]
- Орден «За заслуги» II степени (1998);
- Орден «За заслуги» III степени (1996);
- Орден Дружбы — высшая награда КНР для иностранцев (2012);
- Лауреат Государственной премии УССР в области науки и техники (1979);
- Почётная грамота Верховного Совета Украины (2003);
- Почётная грамота Кабинета министров Украины (2003, 2013);
- Лауреат премии НАН Украины им. А. В. Палладина (2002);
- Почётное звание «Заслуженный деятель науки и техники Украины» (2008);
- Лауреат премии НАН Украины им. И. И. Мечникова (2012);
- Медаль Вернадского (2023, Национальная академия наук Украины)[13].

## Почётные звания
- Почётный доктор Кингстонского университета (1997);
- Почётный доктор Северо-Лондонского университета (1997);
- Почётный профессор Одесского национального университета им. И. И. Мечникова (2010);
- Почётный профессор Института микробиологии и иммунологии им. И. И. Мечникова АМН Украины (2011);
- Почётный член Польского биохимического общества (2011);
- Почётный член Всемирной организации иммунопатологов (2013).